# Кент, Сол
Сол Кент (англ. Saul Kent, 1939 — 2023) — американский активист за продление жизни, один из coоснователей некоммерческой организации Life Extension Foundation в рамках одноимённой компании. Также является пионером в вопросах крионики, являясь членом Совета директоров крионической организации Alcor Life Extension Foundation. Сын Доры Кент.

## Биография
Кент стал активистом крионики, будучи студентом колледжа, услышав лекцию Роберта Эттингера. Впоследствии он прочитал книгу Эттингера «Перспектива Бессмертия» (опубликована в 1964 году). Известен благодаря делу Доры Кент, обезглавленной в 83 летнем возрасте. По утверждению компании Alcor, женщина находилась в стадии клинической смерти, но, по мнению коронера, ей не была оказана своевременная медицинская помощь, так как сын, Сол, отдал тело для крионизации.
В 2000 году Кент появился в документальном фильме режиссёра Эррола Морриса, где он обсуждал свои взгляды на крионику и мотивацию криоконсервации головы своей матери так, чтобы её мозг можно было восстановить позже.
Подсвергнут криоконсервации 26 мая 2023 года.